# Azzedine Ounahi
Azzedine Ounahi (tiếng Ả Rập: عز الدين أوناحي; sinh ngày 19 tháng 4 năm 2000) là một cầu thủ bóng đá chuyên nghiệp người Maroc hiện thi đấu ở vị trí tiền vệ cho câu lạc bộ Marseille và đội tuyển quốc gia Maroc.

## Thống kê sự nghiệp

### Câu lạc bộ
Tính đến ngày 5 tháng 11 năm 2022
| Club          | Season       | League                 | League | League | Cup  | Cup   | Continental | Continental | Total | Total |
| Club          | Season       | Division               | Apps   | Goals  | Apps | Goals | Apps        | Goals       | Apps  | Goals |
| ------------- | ------------ | ---------------------- | ------ | ------ | ---- | ----- | ----------- | ----------- | ----- | ----- |
| Strasbourg II | 2018–19      | Championnat National 3 | 20     | 0      | —    | —     | —           | —           | 20    | 0     |
| Strasbourg II | 2019–20      | Championnat National 3 | 15     | 1      | –    | –     | –           | –           | 15    | 1     |
| Strasbourg II | Total        | Total                  | 35     | 1      | 0    | 0     | 0           | 0           | 35    | 1     |
| Avranches     | 2020–21      | Championnat National   | 27     | 5      | 1    | 0     | —           | —           | 28    | 5     |
| Avranches II  | 2020–21      | Championnat National 3 | 2      | 1      | —    | —     | —           | —           | 2     | 1     |
| Angers        | 2021–22      | Ligue 1                | 32     | 2      | 1    | 0     | —           | —           | 33    | 2     |
| Angers        | 2022–23      | Ligue 1                | 14     | 0      | 0    | 0     | —           | —           | 14    | 0     |
| Angers        | Total        | Total                  | 46     | 2      | 1    | 0     | 0           | 0           | 47    | 2     |
| Career total  | Career total | Career total           | 110    | 9      | 2    | 0     | 0           | 0           | 112   | 9     |

### Quốc tế
Tính đến ngày 30 tháng 1 năm 2024
| Đội tuyển quốc gia | Năm  | Trận | Bàn |
| ------------------ | ---- | ---- | --- |
| Maroc              | 2022 | 17   | 2   |
| Maroc              | 2023 | 4    | 1   |
| Maroc              | 2024 | 5    | 1   |
| Tổng               | Tổng | 26   | 4   |

Bàn thắng và kết quả của Maroc được để trước.
| # | Ngày                | Địa điểm                                           | Đối thủ      | Bàn thắng | Kết quả | Giải đấu                      |
| - | ------------------- | -------------------------------------------------- | ------------ | --------- | ------- | ----------------------------- |
| 1 | 29 tháng 3 năm 2022 | Sân vận động Mohammed V, Casablanca, Maroc         | CHDC Congo   | 1–0       | 4–1     | Vòng loại FIFA World Cup 2022 |
| 2 | 29 tháng 3 năm 2022 | Sân vận động Mohammed V, Casablanca, Maroc         | CHDC Congo   | 3–0       | 4–1     | Vòng loại FIFA World Cup 2022 |
| 3 | 12 tháng 9 năm 2023 | Sân vận động Bollaert-Delelis, Lens, Pháp          | Burkina Faso | 1–0       | 1–0     | Giao hữu                      |
| 4 | 17 tháng 1 năm 2024 | Sân vận động Laurent Pokou, San-Pédro, Bờ Biển Ngà | Tanzania     | 2–0       | 3–0     | CAN 2023                      |